# دم ماه
دُمِ ماه (انگلیسی: Tail of the Moon) عنوان یک مجموعه شوجو مانگا ژاپنی است که توسط رینکو اوئدا نوشته و مصورسازی شده‌است. چاپ این سری در مجله مارگارت از سال ۲۰۰۲ آغاز شد و تا سال ۲۰۰۷ ادامه داشت.